# Errina bicolor
Errina bicolor is een hydroïdpoliep uit de familie Stylasteridae. De poliep komt uit het geslacht Errina. Errina bicolor werd in 1991 voor het eerst wetenschappelijk beschreven door Cairns. 